# التراجع (جون كولابينتو)
التراجع :رواية عام ٢٠١٥ كتبها جون كولابينتو كاتب في نيويوركر.

## الحبكة
رجل لديه فتش لفتيات في سن المراهقة، Dez، دبر مخططًا بشعًا لإخضاع الشاب الاخير بتظاهر بإنه الابنة المفقودة لمؤلف مشهور مستقيم أخلاقيًا ويغرية.

## استقبال
اعترف كولابينتو أن الكتاب رفضه 41 ناشرًا.
وفقًا لما ذكرة ليسان جوترا، الذي كتب في ذا جلوب اند ميل [الإنجليزية] ،ان كولابينتو «يتحول فجأة إلى تقدم سريع في اخر ١٠٠ صفحة، والتي يتم اختراقها بسرعة كبيرة وبضربات واسعة بحيث يتم تقليص العنف والعدالة إلى محاكاة ساخرة تقريبًا.نتيجة لذلك، يبدو ان عاطفية القصة بارزة أيضًا، ومع ذلك، من الصعب معرفة ما إذا كان يرسل العاطفة أو ينغمس فيها .على عكس كتابي [[[فرانسينا بيرز|فرانسين]النثر]] أو [فيليب]روث [Blue Angel و American pastoral على التوالي]،لم يتخطى كولابينتو ابدا كونه نوعًا من الخيال، والذي اقصدة، لا يقتصر الامر على اثارة العمل أكثر من الإقناع، بل انه يشعر أيضًا كما لو ان السؤال الكبير في جوهره غير واضح .فالخيال الأدبي جيد .ولكن عندما يتعامل الكاتب في مثل هذا الموضوع المتقلب، فأنت تأمل أن يكون للكاتب سبب وجيه لذلك .»